# Provinz Cachapoal
Cachapoal ist eine von drei Provinzen der chilenischen Región del Libertador General Bernardo O’Higgins. Sie erstreckt sich auf einer Fläche von 7384 Quadratkilometer und hat 589.158 Einwohner (Stand: 2005). Die Provinzhauptstadt ist Rancagua.

## Städte und Gemeinden
Die Provinz Cachapoal gliedert sich in 17 Kommunen:
| - Codegua - Coinco - Coltauco - Doñihue | - Graneros - Las Cabras - Machalí - Malloa | - Mostazal - Olivar - Peumo - Pichidegua | - Quinta de Tilcoco - Rancagua - Rengo - Requínoa - San Vicente de Tagua Tagua |